# 박광율
박광율(1970년 2월 27일 ~)은 삼성 라이온즈의 전 야구 선수다.

## 출신 학교
- 경남고등학교
- 연세대학교

## 같이 보기
- 1992년 삼성 라이온즈 시즌